# Бородянка (аеродром)
Бород́янка ― аеродром в Київській області, один з центрів парашутного спорту, термін дії сертифіката до 15.08.2017 р. Знаходиться в смт. Бородянка, що в 60 км на пн.захід від м. Київ.

## Історія створення[2]
У 1936 році в поселенні Бородянка було збудовано військовий аеродром. Після введення в експлуатацію аеродрому в місті Узин, аеродром «Бородянка» став використовуватися як резервний аеродром стратегічної авіації. У 1993 році, у рамках загальної стратегії розвитку авіації загального призначення в Україні, ЗАТ «АС» (нині ― ПАТ) отримало земельну ділянку аеродрому в постійне користування. У тому ж році аеродром «Бородянка» був внесений в Державний реєстр цивільних аеродромів України в якості аеродрому класу «Д» і сертифікований згідно Повітряного кодексу України (індекс 1 (код 3С). 
Оператор створив тут комплекс обслуговуванню потреб цивільної авіації. На базі аеродрому «Бородянка» різні авіаційні підприємства проводили транспортно-зв'язуючі, авіаційно-хімічні, аерофотознімальні, охоронні лісів і нафтогонів, патрульні і моніторингові мобільних мереж види діяльності. 
Побудовані і введені в експлуатацію ангари для повітряних суден, майстерні, складські приміщення, склад паливно-мастильних матеріалів, нові адміністративні корпуси.
Аеродром відіграв значну роль під час ліквідації наслідків Чорнобильської катастрофи та повеней в Закарпатській області. 
Чисельність колективу аеродрому «Бородянка» складає близько 130 фахівців. 
З 2001 по 2019 рік на аеродромі проводилися стрибки Асоціацією ПАРА-СКУФ [Архівовано 16 лютого 2019 у Wayback Machine.]. 
З вересня 2019 року стрибки проводить дропзона Dzboro [Архівовано 31 січня 2020 у Wayback Machine.], здійснюються парашутні стрибки для новачків та професіоналів, змагання з парашутних дисциплін. На аеродромі приписана авіакомпанія з наявними Ан-2, Ан-28 та L-410. Проводиться фестиваль аеромодельного спорту «Аерошок», відео